# En el puente
En el puente es una pintura al óleo del artista noruego Edvard Munch. El motivo es un grupo de figuras en un puente en el pueblo de Åsgårdstrand en el condado de Vestfold. Munch llegó por primera vez con su familia a Åsgårdstrand en 1885 y en 1897 se compró una casa en el pueblo. Varias de sus pinturas más conocidas se ambientan en Åsgårdstrand, como Inger en la playa y Melancolía. 
La pintura está disponible en numerosas versiones, incluyendo doce pinturas al óleo. Comúnmente se denominan Muchachas en el puente (en noruego: Pikene på broen) o Mujeres en el puente (en noruego: Damene på broen) dependiendo de la edad de las figuras en primer plano. La primera pintura se realizó en 1901 y ahora se exhibe en el Museo Nacional de Arte, Arquitectura y Diseño de Oslo. 
La versión de la pintura en la galería Thielska (1903), con sus 203 x 230 centímetros, es la versión más monumental. Las mujeres en el centro de la imagen se caracterizan claramente y contrastan con los hombres de negro reclinados en la baranda más atrás. La figura central en la imagen es la mujer que da la espalda a las demás y mira directamente al espectador. Probablemente sea la pintora noruega Aase Nørregaarde (1869-1908) la así retratada. Era amiga del artista, que la retrató en otras ocasiones y es también la mujer vestida de azul en la versión denominada Damas en el puente (1902). Cuando Ernest Thiel vio En el puente por primera vez en 1906 en casa del oftalmólogo y mecenas del arte alemán Max Linde (1862-1940), exclamó: "Debo tenerlo". Al año siguiente, Munch compró la pintura y luego se la vendió a Thiel. Como parte liquidador, Thiel dejó Evening (también llamada Summer Evening, 1889), que fue la primera pintura de Munch que adquirió. Terminó en el Museo Estatal de Arte de Copenhague.

## Versiones alternativas

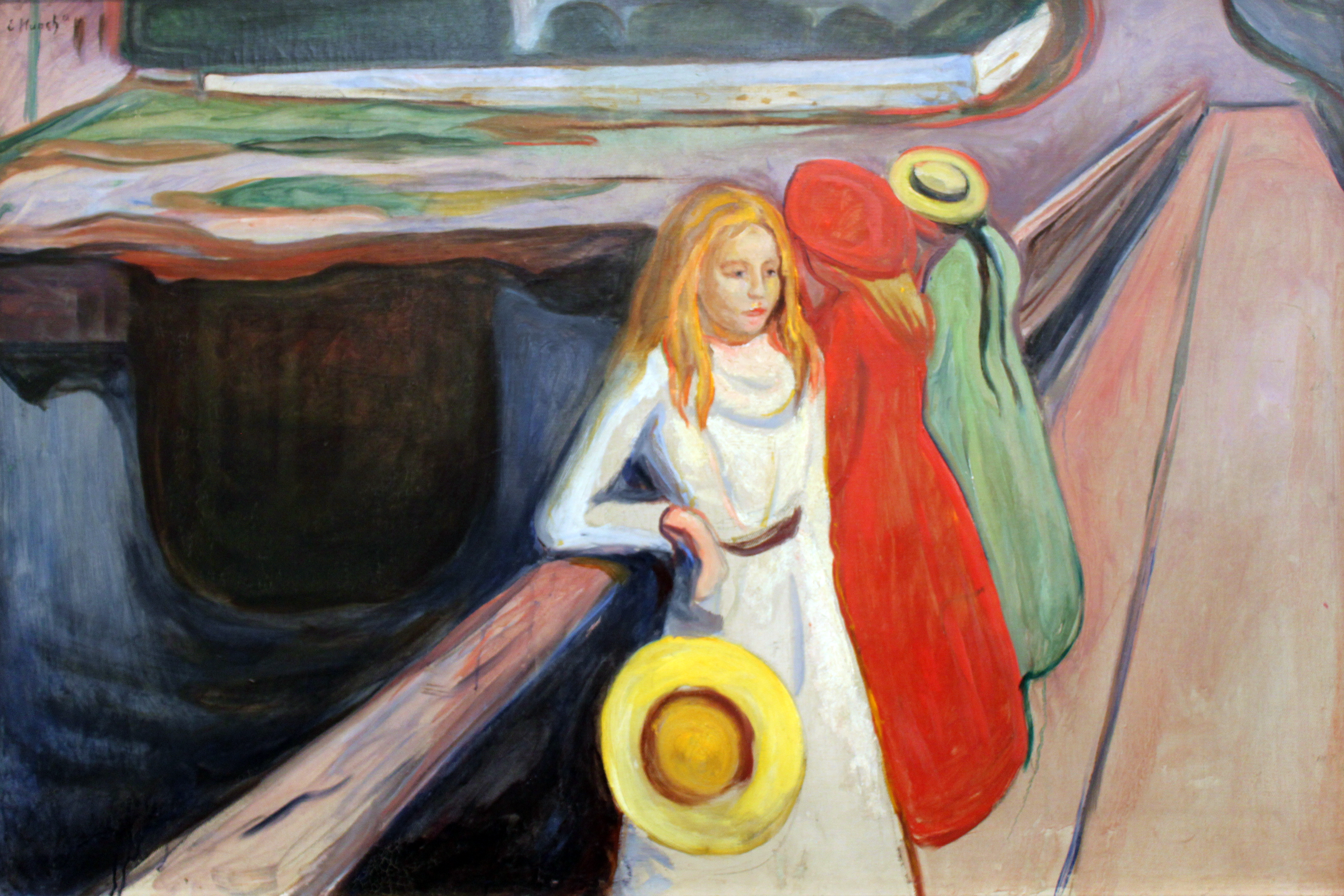
Muchachas en el puente (1901), Hamburger Kunsthalle.
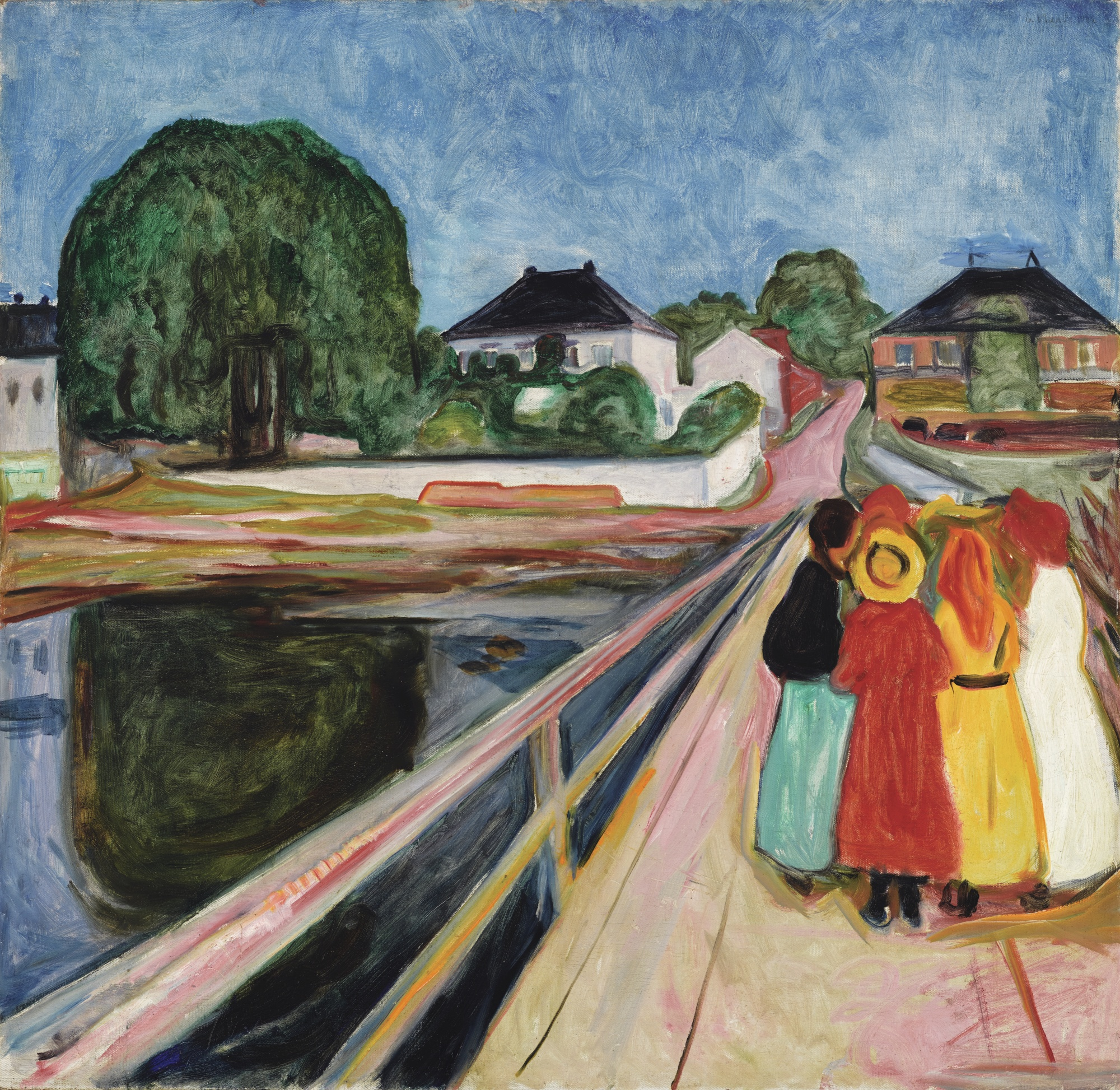
Chicas en el puente (1902), propiedad privada.
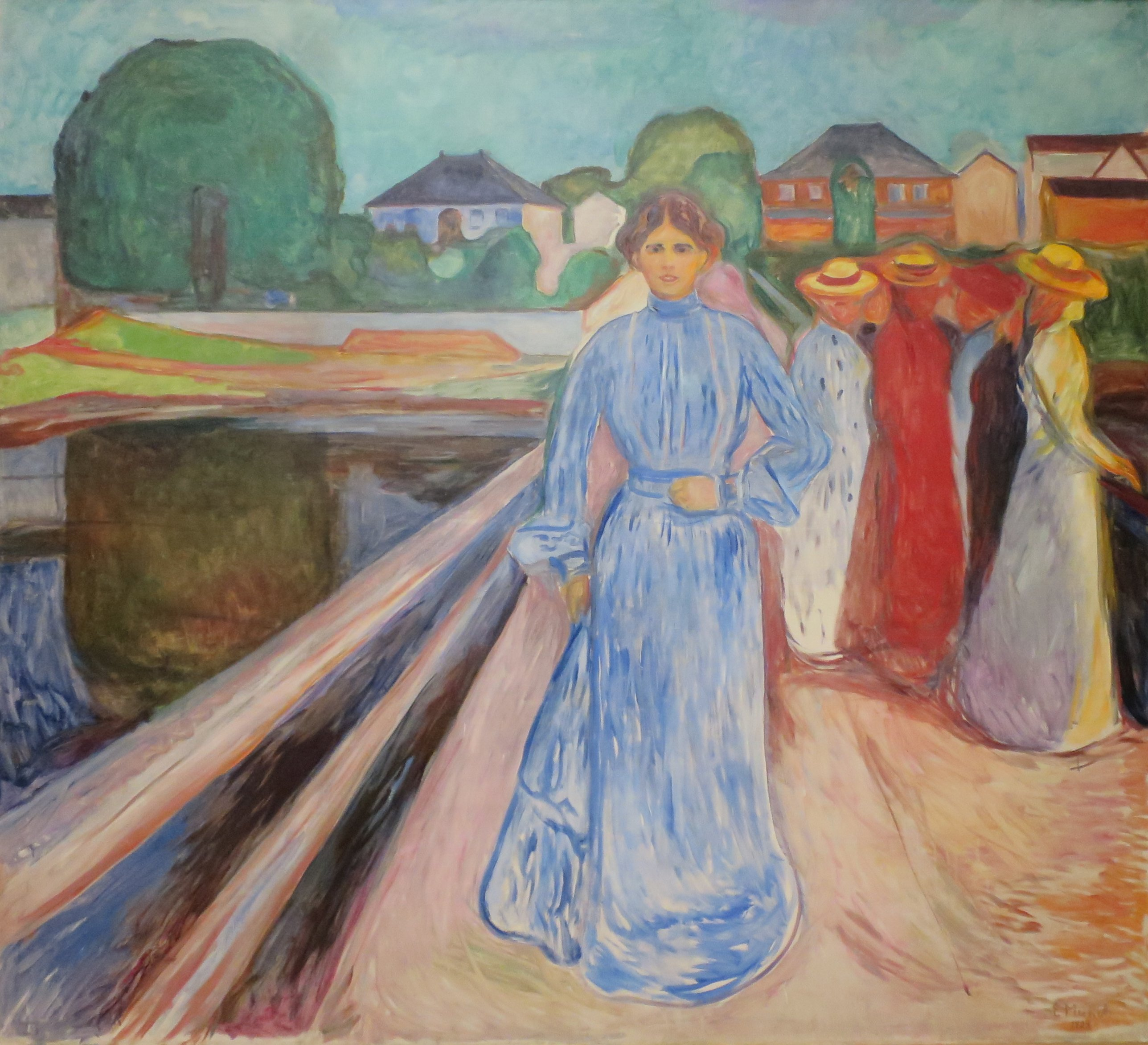
Damas en el puente (1902), Museo Kode en Bergen .
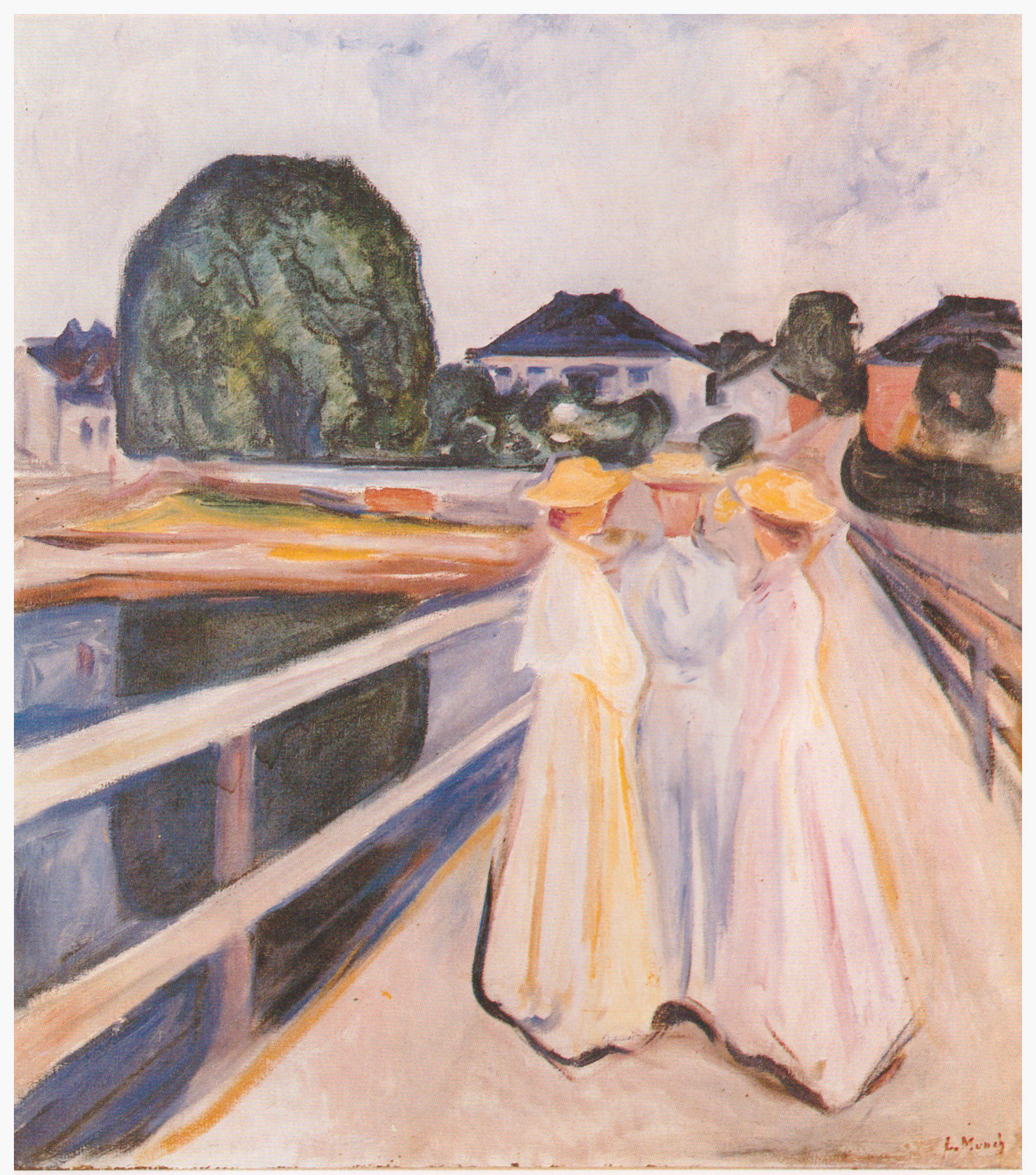
Mujeres en el puente (1902), propiedad privada.
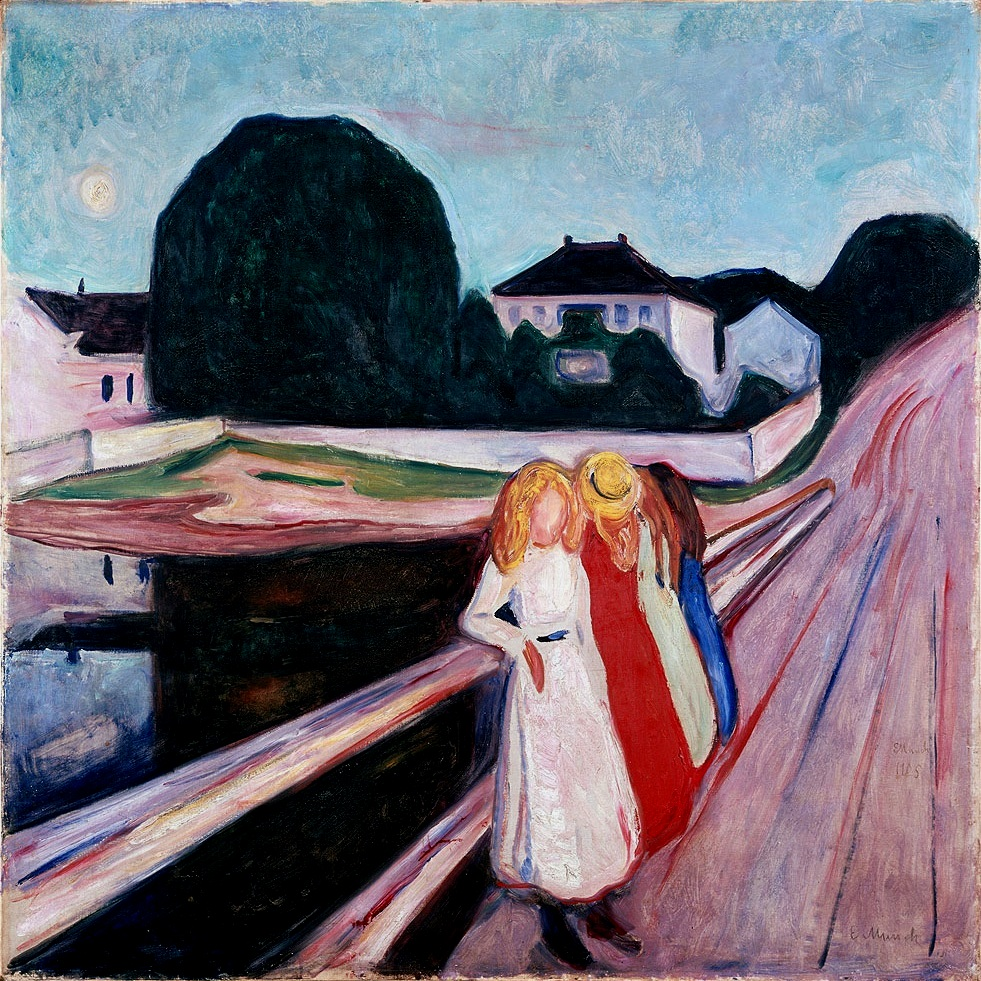
Muchachas en el puente (1905), Museo Wallraf-Richartz en Colonia.
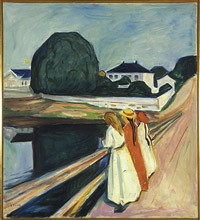
Chicas en el puente (1927), el Museo Munch de Oslo.
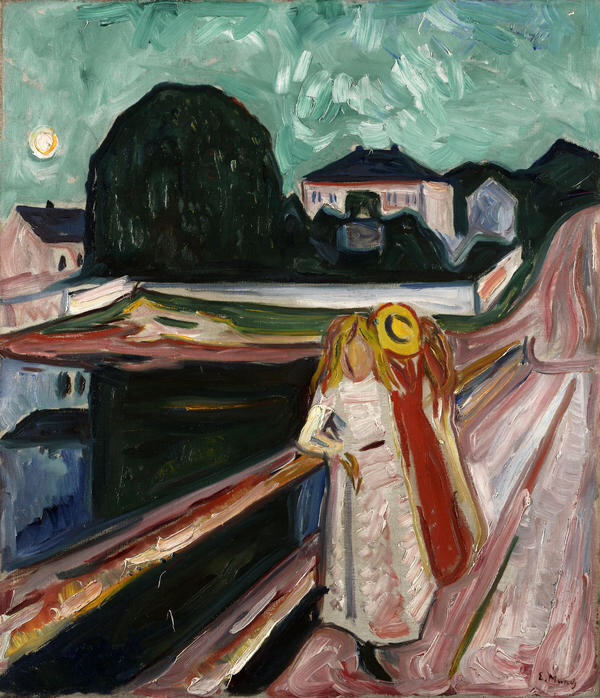
Chicas en el puente (1933-1935), Kimbell Art Museum en Fort Worth .